# Luka Žorić
Luka Žorić (ur. 5 listopada 1984 w Zadarze) – chorwacki koszykarz, występujący na pozycji środkowego, reprezentant kraju, obecnie zawodnik KK Sambor.

## Osiągnięcia
Stan na 14 maja 2020, na podstawie, o ile nie zaznaczono inaczej.
Drużynowe
- Mistrz:
  - Turcji (2014)
  - Chorwacji (2011, 2016)
- Wicemistrz Chorwacji (2018)
- 3. miejsce podczas mistrzostw Turcji (2015)
- 4. miejsce w Eurolidze (2015)
- Zdobywca pucharu:
  - Pucharu Chorwacji (2002, 2010, 2011, 2016)
  - superpucharu:
    - Turcji (2013)
    - Słowenii (2005)
- Finalista pucharu:
  - Turcji (2015)
  - Chorwacji (2009, 2018)

Indywidualne
- MVP: 
  - Ligi Adriatyckiej (ABA – 2011, 2018)
  - kolejki:
    - Euroligi (8, 11. TOP 16 – 2012/2013)
    - ABA (4 – 2017/2018)
    - ligi chorwackiej (1 – 2015/2016)
    - ACB (28 – 2011/2012, 1 – 2016/2017)
- Uczestnik meczu gwiazd ligi chorwackiej (2007, 2010)
- Lider:
  - Ligi Adriatyckiej:
    - strzelców (2018)
    - w zbiórkach (2011 – 8,2)
    - w blokach (2010, 2011 – 1,3)

  - w zbiórkach ligi chorwackiej (2018)

Reprezentacja
- Mistrz:
  - igrzysk śródziemnomorskich (2009)
  - Europy U–18 (2002)
- Brąz turnieju London Invitational Tournament (2011)
- Uczestnik:
  - mistrzostw:
    - świata (2010 – 14. miejsce, 2014 – 10. miejsce)
    - Europy (2011 – 17. miejsce, 2013 – 4. miejsce, 2015 – 9. miejsce, 2017 – 10. miejsce)

  - kwalifikacji do Eurobasketu (2013)